# Bellevigne
Pour les articles homonymes, voir Bellevigne (homonymie).
Bellevigne est, depuis le 1er janvier 2017, une commune nouvelle française située dans le département de la Charente, en région Nouvelle-Aquitaine.
Elle regroupe les communes d'Éraville, Malaville, Nonaville, Touzac et Viville, qui deviennent des communes déléguées.

## Géographie

### Localisation

#### Communes limitrophes
| Bonneuil                                     | Bouteville   | Châteauneuf-sur-Charente |
| Lignières-Ambleville, Criteuil-la-Magdeleine | Bellevigne   | Birac, Val des Vignes    |
| Barbezieux-Saint-Hilaire                     | Saint-Médard | Ladiville, Vignolles     |

### Climat
Bellevigne a comme les trois quarts sud et ouest du département, un climat océanique aquitain et semblable à celui de la ville de Cognac où est située la station météorologique départementale.

## Urbanisme

### Typologie
Au 1er janvier 2024, Bellevigne est catégorisée commune rurale à habitat très dispersé, selon la nouvelle grille communale de densité à 7 niveaux définie par l'Insee en 2022.
Elle est située hors unité urbaine et hors attraction des villes,.

### Risques majeurs
Le territoire de la commune de Bellevigne est vulnérable à différents aléas naturels : météorologiques (tempête, orage, neige, grand froid, canicule ou sécheresse) et séisme (sismicité faible). Il est également exposé à un risque technologique,  le transport de matières dangereuses. Un site publié par le BRGM permet d'évaluer simplement et rapidement les risques d'un bien localisé soit par son adresse soit par le numéro de sa parcelle.

#### Risques naturels

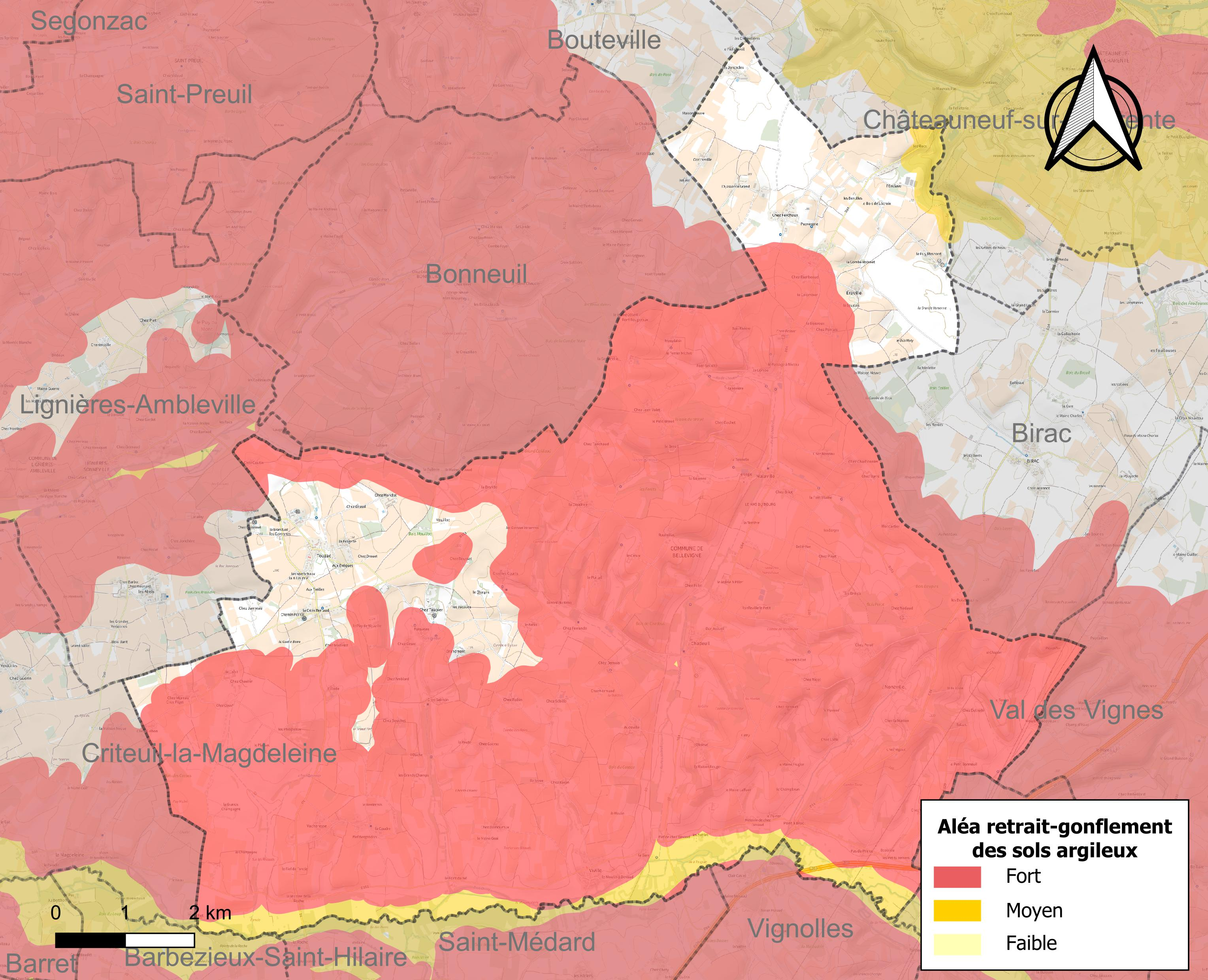
Carte des zones d'aléa retrait-gonflement des sols argileux de Bellevigne.

Le retrait-gonflement des sols argileux est susceptible d'engendrer des dommages importants aux bâtiments en cas d’alternance de périodes de sécheresse et de pluie. 81 % de la superficie communale est en aléa moyen ou fort (67,4 % au niveau départemental et 48,5 % au niveau national). Sur les 721 bâtiments dénombrés sur la commune en 2019,  540 sont en aléa moyen ou fort, soit 75 %, à comparer aux 81 % au niveau départemental et 54 % au niveau national. Une cartographie de l'exposition du territoire national au retrait gonflement des sols argileux est disponible sur le site du BRGM,.
Par ailleurs, afin de mieux appréhender le risque d’affaissement de terrain, l'inventaire national des cavités souterraines permet de localiser celles situées sur la commune.
La commune a été reconnue en état de catastrophe naturelle au titre des dommages causés par les inondations et coulées de boue survenues en 1982, 1986, 1987, 1992 et 1999. Concernant les mouvements de terrains, la commune a été reconnue en état de catastrophe naturelle au titre des dommages causés par des mouvements de terrain en 1999.

#### Risques technologiques
Le risque de transport de matières dangereuses sur la commune est lié à sa traversée par une ou des infrastructures routières ou ferroviaires importantes ou la présence d'une canalisation de transport d'hydrocarbures. Un accident se produisant sur de telles infrastructures est susceptible d’avoir des effets graves sur les biens, les personnes ou l'environnement, selon la nature du matériau transporté. Des dispositions d’urbanisme peuvent être préconisées en conséquence.

## Histoire
La commune est née du regroupement des communes d'Éraville, Malaville, Nonaville, Touzac et Viville, qui deviennent des communes déléguées, le 1er janvier 2017. Son chef-lieu se situe à Malaville.

## Politique et administration

### Composition
La commune nouvelle est formée par la réunion de cinq anciennes communes :
| Nom               | Code Insee | Intercommunalité | Superficie (km2) | Population (dernière pop. légale) | Densité (hab./km2) |
| ----------------- | ---------- | ---------------- | ---------------- | --------------------------------- | ------------------ |
| Malaville (siège) | 16204      |                  | 12,82            | 435 (2014)                        | 34                 |
| Éraville          | 16129      |                  | 5,47             | 210 (2014)                        | 38                 |
| Nonaville         | 16247      |                  | 6,90             | 191 (2014)                        | 28                 |
| Touzac            | 16386      |                  | 15,65            | 419 (2014)                        | 27                 |
| Viville           | 16417      |                  | 2,93             | 119 (2014)                        | 41                 |

### Liste des maires
| Période        | Période  | Identité         | Étiquette | Qualité |
| -------------- | -------- | ---------------- | --------- | ------- |
| 3 janvier 2017 | En cours | Monique Martinot |           |         |

## Population et société

### Démographie

#### Évolution démographique
L'évolution du nombre d'habitants est connue à travers les recensements de la population effectués dans la commune depuis sa création.

En 2022, la commune comptait 1 274 habitants, en évolution de −4,78 % par rapport à 2016 (Charente : −0,48 %, France hors Mayotte : +2,11 %).
| 2015  | 2020  | 2022  |
| ----- | ----- | ----- |
| 1 353 | 1 282 | 1 274 |

#### Pyramide des âges
En 2018, le taux de personnes d'un âge inférieur à 30 ans s'élève à 30,5 %, soit au-dessus de la moyenne départementale (30,2 %). À l'inverse, le taux de personnes d'âge supérieur à 60 ans est de 31 % la même année, alors qu'il est de 32,3 % au niveau départemental.
En 2018, la commune comptait 660 hommes pour 653 femmes, soit un taux de 50,27 % d'hommes, légèrement supérieur au taux départemental (48,41 %).
Les pyramides des âges de la commune et du département s'établissent comme suit.
| Hommes | Classe d’âge | Femmes |
| ------ | ------------ | ------ |
| 2,2    | 90 ou +      | 2,4    |
| 8,1    | 75-89 ans    | 11,4   |
| 19,9   | 60-74 ans    | 18,0   |
| 23,4   | 45-59 ans    | 23,4   |
| 14,8   | 30-44 ans    | 15,5   |
| 13,0   | 15-29 ans    | 12,1   |
| 18,6   | 0-14 ans     | 17,2   |

| Hommes | Classe d’âge | Femmes |
| ------ | ------------ | ------ |
| 1      | 90 ou +      | 2,7    |
| 9,2    | 75-89 ans    | 12     |
| 20,6   | 60-74 ans    | 21,3   |
| 20,7   | 45-59 ans    | 20,3   |
| 16,8   | 30-44 ans    | 16     |
| 15,6   | 15-29 ans    | 13,4   |
| 16,1   | 0-14 ans     | 14,3   |

## Économie
Il convient de se reporter aux articles consacrés aux anciennes communes fusionnées.

## Culture locale et patrimoine

### Lieux et monuments
Il convient de se reporter aux articles consacrés aux anciennes communes fusionnées.

### Personnalités liées à la commune
Il convient de se reporter aux articles consacrés aux anciennes communes fusionnées.